# Étel
Étel (en bretó An Intel) és un municipi francès, situat a la regió de Bretanya, al departament d'Ar Mor-Bihan. L'any 2006 tenia 2.035 habitants.

## Demografia
| 1962                                       | 1968  | 1975  | 1982  | 1990  | 1999  |  |
| ------------------------------------------ | ----- | ----- | ----- | ----- | ----- |  |
| 3.063                                      | 3.074 | 2.762 | 2.445 | 2.318 | 2.165 |  |
| Des de 1962: població sense dobles comptes |       |       |       |       |       |  |

## Administració
| Període   | Identitat        | Partit |
| --------- | ---------------- | ------ |
| 1957-1977 | Eugène Ezanno    |        |
| 1977-1989 | Michel Le Corvec |        |
| 1989-1991 | Le Nabat         |        |
| 1991-2006 | Rémi Guillevic   |        |
| 2006-     | Joseph Nigen     |        |